# Wiosenne melodie

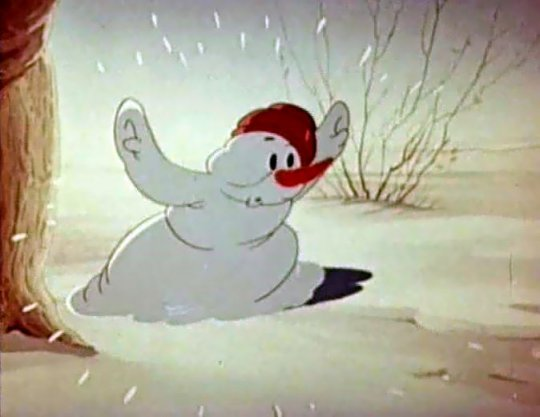
Wiosenne melodie – kadr z filmu.

Wiosenne melodie (ros. Весенние мелодии, Wiesiennije miełodii) – radziecki krótkometrażowy film animowany z 1946 roku w reżyserii Dmitrija Babiczenko.

## Opis
Muzyczna opowieść o przebudzeniu wiosny według muzyki Piotra Czajkowskiego.

## Animatorzy
Boris Diożkin, Łamis Briedis, Giennadij Filippow, Nikołaj Fiodorow, Grigorij Kozłow